# Durham (Maine)
Durham és una població dels Estats Units a l'estat de Maine (EUA). Segons el cens del 2000 tenia 3.381 habitants.

## Demografia
Segons el cens del 2000, Durham tenia 3.381 habitants, 1.226 habitatges, i 980 famílies. La densitat de població era de 34,3 habitants/km².
Dels 1.226 habitatges en un 38,9% hi vivien nens de menys de 18 anys, en un 70,6% hi vivien parelles casades, en un 5,9% dones solteres, i en un 20% no eren unitats familiars. En el 12,4% dels habitatges hi vivien persones soles el 3% de les quals corresponia a persones de 65 anys o més que vivien soles. El nombre mitjà de persones vivint en cada habitatge era de 2,75 i el nombre mitjà de persones que vivien en cada família era de 3,02.
Per edats la població es repartia de la següent manera: un 26,9% tenia menys de 18 anys, un 5,2% entre 18 i 24, un 35,5% entre 25 i 44, un 25,5% de 45 a 60 i un 6,8% 65 anys o més.
L'edat mediana era de 37 anys. Per cada 100 dones de 18 o més anys hi havia 99,2 homes.
La renda mediana per habitatge era de 53.846 $ i la renda mediana per família de 55.028 $. Els homes tenien una renda mediana de 35.174 $ mentre que les dones 28.342 $. La renda per capita de la població era de 20.883 $. Entorn del 5,9% de les famílies i el 6,6% de la població estaven per davall del llindar de pobresa.